# União Internacional de Patinagem
A União Internacional de Patinagem (português europeu) ou União Internacional de Patinação (português brasileiro) (em inglês:  International Skating Union - ISU), é a associação que a nível internacional regula e organiza provas de algumas modalidades de patinagem sobre gelo, nomeadamente:
- Patinagem artística
- Patinagem sincronizada
- Patinagem de velocidade
- Patinagem de velocidade de pista curta

A ISU foi fundada em 1892 e é a mais antiga federação internacional de desportos de inverno. Está sediada em Lausana. Fazem parte da ISU 81 federações e 2 clubes de 63 países.

## Membros de países lusófonos
- Confederação Brasileira de Desportos no Gelo